# بیمارستان الجلال
بیمارستان الجلال یک بیمارستان در لیبی است که در بنغازی واقع شده‌است.